# Werner Heintzsch
Werner Heintzsch (* 2. März 1929; † 2. Dezember 2008 in Dresden) war ein deutscher Schauspieler und Sänger.

## Leben
Heintzsch absolvierte ein Gesangsstudium an der Akademie für Musik und Theater in Dresden.
Als Tenorbuffo spielte Heintzsch in den 1950er Jahren am Hans-Otto-Theater in Potsdam, bis er 1958 nach Dresden wechselte. An der Staatsoperette Dresden hatte er zahlreichen Glanzrollen als Tenorbuffo – er spielte unter anderem den Pappacoda in Eine Nacht in Venedig, den Boni in Die Csardasfürstin oder Lämmermeier in Frau Luna. Später wechselte Werner Heintzsch in das Komikerfach, wobei seine große Liebe den spritzigen und kritischen Operetten Offenbachs galt. Zwei Rollen, die ihm besonders viel bedeuteten, waren dabei der Menelaos in der Schönen Helena und der Jupiter in Orpheus in der Unterwelt. Weitere Rollen waren der Fürst Ypsheim im Wiener Blut, Fürst Basil in Der Graf von Luxemburg oder der Frosch in der Fledermaus.
Werner Heintzsch war 36 Jahre Ensemblemitglied der Staatsoperette Dresden und in über 80 Rollen zu erleben.
1994 verließ Heintzsch die Operettenbühne, ging in den Ruhestand und wurde zum Ehrenmitglied der Staatsoperette Dresden ernannt. Werner Heintzsch starb 2008 nach kurzer Krankheit 79-jährig in Dresden.